# Magnus Heunicke
Magnus Heunicke (Næstved, 28 gennaio 1975) è un politico danese, membro del Partito Socialdemocratico danese e deputato presso il Folketing nonché dal 27 giugno 2019 ministro della salute.

## Biografia
È nato a Næstved dall'ex sindaco Henning Jensen e dall'insegnante di scuola Inger Heunicke.
Heunicke ha una formazione come giornalista, diplomandosi al liceo giornalistico di Aarhus nel 2002 e successivamente lavorando per DR nel periodo 2001-2005. Heunicke ha lasciato il campo del giornalismo nel 2005 per perseguire una carriera parlamentare. Prima di iniziare la sua formazione come giornalista, Heunicke si è diplomato al ginnasio Næstved di Næstved, nel 1995. 

## Carriera politica
Heunicke è stato eletto per la prima volta membro di Folketinget per i socialdemocratici nelle elezioni generali danesi del 2005 e rieletto nel 2007 e nel 2011. Nel 2014 è stato nominato Ministro dei Trasporti, dopo Pia Olsen Dyhr. È stato rieletto di nuovo nel 2015 e nel 2019. 
Heunicke è stato nominato Ministro della Salute e degli Affari Anziani nel Gabinetto Frederiksen dal 27 giugno 2019. Insieme a Frederiksen, ha guidato la risposta del governo alla pandemia di COVID-19 in Danimarca. Dal gennaio 2021 è stato solo Ministro della Salute. Nell'estate del 2021, ha anche guidato la risposta del governo a uno sciopero tra oltre 6.000 infermieri per lo stipendio.